# Nekrolog April 2001
Nekrolog
◄◄
| ◄
| 1997
| 1998
| 1999
| 2000
| 2001 | 2002 | 2003 | 2004 | 2005 | ► | ►►
Januar |
Februar |
März |
April |
Mai |
Juni |
Juli |
August |
September |
Oktober |
November |
Dezember 2001
Weitere Ereignisse | Allgemeiner Nekrolog 2001
Die Beschreibung der verstorbenen Person sollte so kurz wie möglich gehalten sein und nur deren signifikante Tätigkeit(en) enthalten.
Neue Namen ggf. auch unter dem Geburts- und Sterbedatum, also etwa unter 1. Januar und im Geburts- und Sterbejahr (2024) eintragen (nur bei entsprechender großer Wichtigkeit). Für Beispiele siehe die schon vorhandenen Artikel.
Außerdem über die fünf zuletzt Verstorbenen, zu denen es einen ausreichend guten Artikel für eine Präsentation auf der Hauptseite gibt, nach der todesbedingten Überarbeitung der Artikel ggf. auch unter Wikipedia Diskussion:Hauptseite informieren und sie am besten auch in den anderen Wikipedia-Sprachversionen eintragen. Tipp: Regelmäßig bei news.google.de nach „ist tot“, „gestorben“ oder „verstorben“ suchen.
Wenn eine Person gestorben ist, gibt es viele Seiten zu dieser Person in der Wikipedia, die davon auch betroffen sind und entsprechend aktualisiert werden müssen. Beispiele: Namenübersichtsseite, Geburtsjahr, Geburtsort-Seiten und viele mehr.
Wie finde ich die betroffenen Seiten?
Im Suchfeld auf der linken Seite gibt man den Suchbegriff so ein: „Vorname Nachname“. Dann klickt man auf Volltext und alle Seiten mit entsprechendem Suchtext werden aufgerufen. Hier sieht man dann schnell, wo auch das Todesjahr Sinn macht oder sogar ein Teil des Artikels angepasst werden muss. Auch hilft das „Werkzeug“ auf der linken Seite sehr gut, um solche Seiten aufzufinden: „Links auf diese Seite“. Somit ist die Wikipedia wieder aktuell in allen Bereichen! Hinweis: bei Eintragung der Kategorie „Gestorben JAHR“ wird der Missbrauchsfilter 49 ausgelöst, was jedoch nicht schlimm ist. Siehe: Spezial:Missbrauchsfilter/49
Dies ist eine Liste von im April 2001 verstorbenen bekannten Persönlichkeiten. Die Einträge erfolgen innerhalb der einzelnen Daten alphabetisch sortiert. Tiere sind im Nekrolog für Tiere zu finden.

## April
| Tag       | Name                                        | Beruf, bekannt als                                                                                   | Alter | Beleg |
| --------- | ------------------------------------------- | --- | ----- | ----- |
| 1. April  | Jean Anderson                               | britische Schauspielerin schottischen Ursprungs                                                      | 93    |       |
| 1. April  | Martin Appelfeller                          | deutscher Generalmajor des Ministeriums für Staatssicherheit in der DDR                              | 79    |       |
| 1. April  | Friedrich Bschor                            | deutscher Rechtsmediziner                                                                            | 80    |       |
| 1. April  | Eugênio German                              | brasilianischer Schachspieler                                                                        | 70    |       |
| 1. April  | Max Kohler                                  | Schweizer Maler und Grafiker                                                                         | 81    |       |
| 1. April  | Ted McCarty                                 | US-amerikanischer Erfinder, Unternehmer                                                              | 91    |       |
| 1. April  | Erik Styf                                   | schwedischer Skispringer                                                                             | 68    |       |
| 1. April  | Trịnh Công Sơn                              | vietnamesischer Komponist, Poet und Maler                                                            | 62    |       |
| 1. April  | Larry Tucker                                | US-amerikanischer Drehbuchautor, Schauspieler und Produzent                                          | 66    |       |
| 1. April  | Leslie J. Workman                           | britischer Privatgelehrter und Gründer des akademischen Mediävalismus                                | 74    |       |
| 1. April  | Jalil Zandi                                 | iranischer Brigadegeneral der Luftwaffe                                                              | 49    |       |
| 2. April  | Michael Berry, Baron Hartwell               | britischer Verleger und Journalist                                                                   | 89    |       |
| 2. April  | Jean Delhaye                                | französischer Astronom                                                                               | 80    |       |
| 2. April  | Ernest Igl                                  | deutscher Grafiker, Maler und Designer                                                               | 81    |       |
| 2. April  | Lilo Peters                                 | deutsche Malerin und Bildhauerin                                                                     | 88    |       |
| 3. April  | Martin Christoffel                          | Schweizer Schachspieler                                                                              | 78    |       |
| 3. April  | Dominique Franceschi                        | französischer Fußballspieler                                                                         | 80    |       |
| 3. April  | Big Daddy Kinsey                            | US-amerikanischer Bluesgitarrist, Mundharmonikaspieler und Sänger                                    | 74    |       |
| 3. April  | Jason Eric Massey                           | US-amerikanischer Doppelmörder                                                                       | 28    |       |
| 3. April  | Leopold Mistinger                           | österreichischer Buchdrucker und Politiker (SPÖ), Landtagsabgeordneter, Abgeordneter zum Nationalrat | 97    |       |
| 3. April  | Butch Moore                                 | irischer Sänger                                                                                      | 63    |       |
| 3. April  | L. Richardson Preyer                        | US-amerikanischer Jurist und Politiker                                                               | 82    |       |
| 3. April  | Adela Reta                                  | uruguayische Juristin und Politikerin                                                                | 79    |       |
| 3. April  | Pierre Székely                              | ungarisch-französischer Bildhauer                                                                    | 77    |       |
| 3. April  | Adriano Jaime Miriam Veigle                 | US-amerikanischer Ordensgeistlicher, Prälat von Borba                                                | 88    |       |
| 4. April  | Beryl Gilroy                                | britische Schriftstellerin und Lehrerin guyanischer Herkunft                                         | 76    |       |
| 4. April  | Ingeborg Meyer-Rey                          | deutsche Illustratorin                                                                               | 80    |       |
| 4. April  | Liisi Oterma                                | finnische Astronomin und Entdeckerin vieler Asteroiden und Kometen                                   |       |       |
| 4. April  | Charles Pettigrew                           | US-amerikanischer Sänger                                                                             | 37    |       |
| 4. April  | Ed Roth                                     | US-amerikanischer Künstler, Car-Customizer und Cartoonist                                            | 69    |       |
| 5. April  | Alan Brindle                                | britischer Entomologe                                                                                | 86    |       |
| 5. April  | Kingsley Charles Dunham                     | britischer Geologe                                                                                   | 91    |       |
| 5. April  | Alfred Gundacker                            | österreichischer Komponist, Musiker und Pädagoge                                                     | 82    |       |
| 5. April  | Sonya Hedenbratt                            | schwedische Sängerin und Schauspielerin                                                              | 70    |       |
| 5. April  | Wilhelm Kopf                                | deutscher Botschafter                                                                                | 91    |       |
| 5. April  | Aldo Olivieri                               | italienischer Fußballspieler und -trainer                                                            | 90    |       |
| 5. April  | Malcolm Shepherd, 2. Baron Shepherd         | britischer Politiker (Labour) und Peer                                                               | 82    |       |
| 5. April  | Brother Theodore                            | US-amerikanischer Schauspieler und Komiker                                                           | 94    |       |
| 6. April  | Heinz Eichholz                              | deutscher Ruderer                                                                                    | 74    |       |
| 6. April  | Mick Franke                                 | deutscher Musiker und Musikproduzent                                                                 |       |       |
| 6. April  | Villem Gross                                | estnischer Schriftsteller und Journalist                                                             | 79    |       |
| 6. April  | Jewgeni Wassiljewitsch Malinin              | russischer Pianist und Musikpädagoge                                                                 | 70    |       |
| 6. April  | Tendzin Chödrag                             | tibetischer Leibarzt des 14. Dalai Lama                                                              |       |       |
| 6. April  | Karl Vossschulte                            | deutscher Chirurg und Hochschullehrer                                                                | 93    |       |
| 6. April  | Friedel von Wangenheim                      | deutscher Chanson- und Bühnenautor, Schauspieler und Dramaturg                                       | 61    |       |
| 7. April  | Oskar Bühler                                | deutscher Bergsteiger, Kletterer, Kletterführerautor und Erfinder des Bühlerhakens                   | 90    |       |
| 7. April  | David Graf                                  | US-amerikanischer Filmschauspieler                                                                   | 50    |       |
| 7. April  | Kurt Hohenemser                             | deutsch-US-amerikanischer Luftfahrtingenieur und Hubschrauberpionier                                 | 95    |       |
| 7. April  | G. N. Ramachandran                          | indischer Biophysiker                                                                                | 78    |       |
| 7. April  | Beatrice Straight                           | US-amerikanische Schauspielerin                                                                      | 86    |       |
| 7. April  | Wolfgang Zorn                               | deutscher Pädagoge, Kirchenlieddichter und Kirchenliedübersetzer                                     | 71    |       |
| 8. April  | Frank Annunzio                              | US-amerikanischer Politiker                                                                          | 86    |       |
| 8. April  | Hans O. E. Gronau                           | deutscher Autor, Maler, Graphiker und Fotograf                                                       | 75    |       |
| 8. April  | Arnd Iloff                                  | deutscher Chemiker                                                                                   | 90    |       |
| 8. April  | Amadou Bansang Jobarteh                     | gambischer Musiker                                                                                   |       |       |
| 8. April  | Elsie Locke                                 | neuseeländische Schriftstellerin, Feministin und Sozialaktivistin                                    | 88    |       |
| 8. April  | Reuven Ramaty                               | rumänisch-israelischer Astronom                                                                      | 64    |       |
| 8. April  | Marguerite Viby                             | dänische Schauspielerin und Sängerin                                                                 | 91    |       |
| 9. April  | Emil Carlebach                              | deutscher Widerstandskämpfer, Politiker (KPD), MdL, Schriftsteller und Journalist                    | 86    |       |
| 9. April  | Laurence Flanagan                           | irischer Archäologe, Kurator des Ulster Museum und Autor                                             | 68    |       |
| 9. April  | Graziella Sciutti                           | italienische Opernsängerin (Sopran)                                                                  | 73    |       |
| 9. April  | Ray Vanstone                                | kanadischer Mathematiker                                                                             | 67    |       |
| 10. April | Jean-Gabriel Albicocco                      | französischer Filmregisseur                                                                          | 65    |       |
| 10. April | Louise André                                | kanadische Sängerin und Gesangslehrerin                                                              | 88    |       |
| 10. April | Elizabeth Bugie                             | US-amerikanische Mikrobiologin                                                                       | 80    |       |
| 10. April | Arnold Döring                               | deutscher Offizier, Kampfpilot und Ritterkreuzträger                                                 | 83    |       |
| 10. April | John M. Edmond                              | britisch-US-amerikanischer Geochemiker und Ozeanograph                                               | 57    |       |
| 10. April | Charles L. Freeman                          | US-amerikanischer Filmeditor und Spezialeffektkünstler                                               | 92    |       |
| 10. April | Wiktor Stepanowitsch Grebennikow            | russischer Naturforscher, Entomologe, Naturschützer, Schriftsteller und Buchillustrator              | 73    |       |
| 10. April | Hans von Kusserow                           | deutscher Tänzer und Choreograf                                                                      | 90    |       |
| 10. April | Nyree Dawn Porter                           | neuseeländische Schauspielerin                                                                       | 61    |       |
| 10. April | Manfred Roensch                             | deutscher lutherischer Theologieprofessor                                                            | 71    |       |
| 10. April | Richard Evans Schultes                      | US-amerikanischer Botaniker                                                                          | 86    |       |
| 11. April | Sandy Bull                                  | US-amerikanischer Musiker                                                                            | 60    |       |
| 11. April | John Harris, Baron Harris of Greenwich      | britischer Journalist und Politiker                                                                  | 71    |       |
| 11. April | Arthur Kaufmann                             | deutscher Strafrechtslehrer und Rechtsphilosoph                                                      | 77    |       |
| 11. April | Tommy Mercer                                | US-amerikanischer Crooner                                                                            |       |       |
| 11. April | Harry Secombe                               | britischer Schauspieler und Sänger                                                                   | 79    |       |
| 11. April | Godfrey Timmins                             | irischer Politiker                                                                                   | 73    |       |
| 11. April | Joe Viola                                   | US-amerikanischer Jazzsaxophonist und -oboist                                                        | 80    |       |
| 12. April | Harvey Ball                                 | US-amerikanischer Erfinder des „Smileys“                                                             | 79    |       |
| 12. April | Alberto Erede                               | italienischer Dirigent                                                                               | 91    |       |
| 12. April | Benno Hartmann                              | deutscher Fußballspieler                                                                             | 76    |       |
| 12. April | Erich Maas                                  | deutscher Verleger                                                                                   | 48    |       |
| 12. April | Juri Pawlowitsch Safronow                   | sowjetischer Science-Fiction- bzw. Phantastik-Autor                                                  | 72    |       |
| 12. April | Simon Schmiderer                            | österreichischer Architekt und Emigrant aufgrund des NS-Regimes                                      | 90    |       |
| 12. April | Mahmoud Tounsi                              | tunesischer Maler und Schriftsteller                                                                 | 56    |       |
| 12. April | Wang Enmao                                  | chinesischer Politiker und Militärperson                                                             | 88    |       |
| 13. April | Ken Weston                                  | britischer Toningenieur                                                                              | 53    |       |
| 14. April | Jim Baxter                                  | schottischer Fußballspieler                                                                          | 61    |       |
| 14. April | Dieter Fleig                                | deutscher Sachbuchautor und Kynologe                                                                 | 69    |       |
| 14. April | Hiroshi Teshigahara                         | japanischer Filmregisseur                                                                            | 74    |       |
| 14. April | Frans Vos                                   | niederländischer Radrennfahrer                                                                       | 76    |       |
| 15. April | Donald D. Dorfman                           | US-amerikanischer Psychologe und Radiologe                                                           | 67    |       |
| 15. April | Pierre Drumare                              | französischer Schachkomponist                                                                        | 87    |       |
| 15. April | Jan Thilo Haux                              | deutscher Regieassistent, Kameramann und Fernsehmoderator                                            | 81    |       |
| 15. April | Olga Lengyel                                | ungarische Jüdin                                                                                     | 92    |       |
| 15. April | Fritz Müller                                | deutscher SED-Funktionär                                                                             | 80    |       |
| 15. April | Nicolas Okioh                               | beninischer Geistlicher, katholischer Bischof                                                        | 69    |       |
| 15. April | Joseph Petit                                | luxemburgischer Publizist und Autor                                                                  | 88    |       |
| 15. April | Harry Prieste                               | US-amerikanischer Wasserspringer, Unterhaltungskünstler und Schauspieler                             | 104   |       |
| 15. April | Joey Ramone                                 | US-amerikanischer Musiker, Sänger der Band Ramones                                                   | 49    |       |
| 15. April | Alberto Rey                                 | chilenischer Harfenist                                                                               | 85    |       |
| 15. April | Bo Roberson                                 | US-amerikanischer Weitspringer und American-Football-Spieler                                         | 65    |       |
| 15. April | Ralf Schröder                               | deutscher Slawist                                                                                    | 73    |       |
| 15. April | Werner Ziegler                              | deutscher Militär, Offizier der Wehrmacht und der Bundeswehr                                         | 84    |       |
| 16. April | Julius Carlebach                            | deutsch-britischer Hochschullehrer, Rabbiner                                                         | 78    |       |
| 16. April | Emanuele Clarizio                           | italienischer Geistlicher, Bischof der römischen Kurie                                               | 89    |       |
| 16. April | Giacomo Gentilomo                           | italienischer Filmregisseur                                                                          | 92    |       |
| 16. April | Horace Gwynne                               | kanadischer Boxer                                                                                    | 88    |       |
| 16. April | Alfred Horn                                 | US-amerikanischer Mathematiker                                                                       | 83    |       |
| 16. April | Klaus Kindler                               | deutscher Schauspieler und Synchronsprecher                                                          | 71    |       |
| 16. April | Paul K. Kuroda                              | japanisch-US-amerikanischer Chemiker                                                                 | 84    |       |
| 16. April | Peter Maag                                  | Schweizer Dirigent                                                                                   | 81    |       |
| 16. April | John Richard McNamara                       | US-amerikanischer Geistlicher, Weihbischof in Boston                                                 | 73    |       |
| 16. April | Markwart Michler                            | deutscher Medizinhistoriker                                                                          | 77    |       |
| 16. April | Mittéï                                      | belgischer Comiczeichner, -autor und Redakteur                                                       | 68    |       |
| 16. April | Hans Dieter Morgenstern                     | deutscher Politiker (CDU), MdL                                                                       | 65    |       |
| 16. April | Karel Pichlík                               | tschechischer Historiker                                                                             | 73    |       |
| 16. April | Mohammad Rabbani                            | Angehöriger der Taliban, Premierminister des Islamischen Emirates Afghanistan                        |       |       |
| 16. April | Michael Ritchie                             | US-amerikanischer Regisseur                                                                          | 62    |       |
| 16. April | Walter O. Stanton                           | US-amerikanischer Audio-Pionier                                                                      | 86    |       |
| 16. April | Thomas H. Stix                              | US-amerikanischer Physiker                                                                           | 76    |       |
| 16. April | Alec Stock                                  | englischer Fußballspieler                                                                            | 84    |       |
| 16. April | Jean Ziegler                                | französischer Romanist und Baudelaire-Spezialist                                                     | 93    |       |
| 17. April | Vera Brühne                                 | mutmaßliche Doppelmörderin                                                                           | 91    |       |
| 17. April | Merton Edward Davies                        | US-amerikanischer Astronom                                                                           | 83    |       |
| 17. April | Alfred M. Moen                              | US-amerikanischer Erfinder des Einhebelmischers                                                      | 83    |       |
| 17. April | Leonid Ostrowski                            | sowjetischer Fußballspieler                                                                          | 65    |       |
| 17. April | Danica Seleskovitch                         | französische Konferenzdolmetscherin, Dozentin und Translationswissenschaftlerin                      | 79    |       |
| 18. April | Billy Mitchell                              | US-amerikanischer Jazz-Saxophonist                                                                   | 74    |       |
| 18. April | Aage B. Sørensen                            | dänisch-US-amerikanischer Soziologe                                                                  | 59    |       |
| 18. April | Josef Wiedemann                             | deutscher Architekt                                                                                  | 90    |       |
| 19. April | Helmuth Althaus                             | deutscher Hygieniker                                                                                 | 78    |       |
| 19. April | André du Bouchet                            | französischer Dichter, Übersetzer und Kunstkritiker                                                  | 77    |       |
| 19. April | Walter Bowden                               | US-amerikanischer Handballspieler                                                                    | 90    |       |
| 19. April | Magda Hagstotz                              | deutsche Malerin und Vertreterin der deutschen abstrakten Malerei beziehungsweise Nachkriegsmalerei  | 88    |       |
| 19. April | Jaroslav Kovář                              | tschechischer Maler, Graphiker und Radierer                                                          | 65    |       |
| 19. April | Egon Kraus                                  | deutscher Musikpädagoge                                                                              | 88    |       |
| 19. April | Kurt Ott                                    | Schweizer Radrennfahrer                                                                              | 88    |       |
| 19. April | Edith Picht-Axenfeld                        | deutsche Cembalistin Pianistin                                                                       | 87    |       |
| 19. April | Egor Popov                                  | US-amerikanischer Bauingenieur                                                                       | 88    |       |
| 19. April | Meldrim Thomson                             | US-amerikanischer Politiker                                                                          | 89    |       |
| 20. April | Steven Blaisse                              | niederländischer Ruderer                                                                             | 60    |       |
| 20. April | Cino Cinelli                                | italienischer Radrennfahrer und Fahrradproduzent                                                     | 85    |       |
| 20. April | Smith Dobson                                | US-amerikanischer Jazzmusiker                                                                        | 54    |       |
| 20. April | Max Hermann von Freeden                     | deutscher Kunsthistoriker und Museumsdirektor                                                        | 87    |       |
| 20. April | David Gilbarg                               | US-amerikanischer Mathematiker                                                                       | 82    |       |
| 20. April | Massinissa Guermah                          | algerischer Studentenführer                                                                          |       |       |
| 20. April | Irène Joachim                               | französische Opernsängerin (Sopran)                                                                  | 88    |       |
| 20. April | Vaʻai Kolone                                | samoanischer Politiker, Premierminister                                                              | 89    |       |
| 20. April | Hans-Georg Lotz                             | deutscher Komponist                                                                                  | 66    |       |
| 20. April | Karl-Josef Müller                           | deutscher Komponist und Musikwissenschaftler                                                         | 64    |       |
| 20. April | Floyd Schmoe                                | US-amerikanischer Pazifist, Autor und Hochschullehrer                                                | 105   |       |
| 20. April | Giuseppe Sinopoli                           | italienischer Dirigent, Komponist, Mediziner und Archäologe                                          | 54    |       |
| 20. April | Johan Thiersen                              | dänischer Schauspieler                                                                               | 80    |       |
| 21. April | Isaac Kobina Abban                          | ghanaischer Chief Justice                                                                            |       |       |
| 21. April | Erna Boeck                                  | deutsche Leichtathletin                                                                              | 89    |       |
| 21. April | Christian Günther                           | deutscher Moderator, Sprecher und Schauspieler                                                       | 63    |       |
| 21. April | Wolfgang Krawietz                           | deutscher Sanitätsoffizier                                                                           | 80    |       |
| 21. April | Edmund Malecki                              | deutscher Fußballspieler                                                                             | 86    |       |
| 21. April | Hans-Heinz Naumann                          | deutscher Arzt für Hals-, Nasen- und Ohrenerkrankungen und Hochschullehrer                           | 82    |       |
| 21. April | Werner Welzel                               | deutscher Fußballspieler                                                                             | 77    |       |
| 22. April | John F. Allen                               | kanadisch-britischer Physiker                                                                        | 92    |       |
| 22. April | Heinz Baumkötter                            | deutscher SS-Lagerarzt in verschiedenen Konzentrationslagern                                         | 89    |       |
| 22. April | Ian Campbell, 12. Duke of Argyll            | schottischer Peer                                                                                    | 63    |       |
| 22. April | Fadil Hoxha                                 | jugoslawischer Politiker                                                                             | 85    |       |
| 22. April | Ludvig Nielsen                              | norwegischer Komponist und Organist                                                                  | 95    |       |
| 22. April | Heiko Augustinus Oberman                    | niederländischer Kirchenhistoriker                                                                   | 70    |       |
| 22. April | Wesley C. Salmon                            | US-amerikanischer Philosoph                                                                          | 75    |       |
| 22. April | Kurt Seidel                                 | deutscher Historiker                                                                                 | 79    |       |
| 22. April | Robert Starer                               | US-amerikanischer Komponist und Pianist                                                              | 77    |       |
| 23. April | Lennart Atterwall                           | schwedischer Leichtathlet                                                                            | 90    |       |
| 23. April | Donato De Bonis                             | italienischer katholischer Bischof                                                                   | 71    |       |
| 23. April | Hertha von Dechend                          | deutsche Historikerin und Pionierin der Archäoastronomie                                             | 85    |       |
| 23. April | Günther Haenisch                            | deutscher Chirurg und Publizist                                                                      | 94    |       |
| 23. April | Robert J. Huber                             | US-amerikanischer Politiker                                                                          | 78    |       |
| 23. April | Hannes Mayer                                | deutsch-österreichischer Forstwissenschaftler und Hochschullehrer                                    | 79    |       |
| 23. April | Albert Oeckl                                | deutscher PR- und Kommunikationswissenschaftler                                                      | 91    |       |
| 23. April | Robert Alexander Clarke Parker              | britischer Historiker                                                                                | 73    |       |
| 23. April | Raymund Schmitt                             | deutscher Politiker (CSU), Präsident des Bezirkstages von Unterfranken                               | 71    |       |
| 23. April | David M. Walker                             | US-amerikanischer Astronaut                                                                          | 56    |       |
| 23. April | Carl Zimmerer                               | deutscher Unternehmensmakler und Unternehmensberater                                                 | 74    |       |
| 24. April | Hein Bredendiek                             | deutscher Kunsterzieher, Maler und niederdeutscher Schriftsteller                                    | 94    |       |
| 24. April | Al Hibbler                                  | US-amerikanischer Sänger                                                                             | 85    |       |
| 24. April | Akimoto Matsuyo                             | japanische Bühnenautorin                                                                             | 90    |       |
| 24. April | Josef Peters                                | deutscher Automobilrennfahrer                                                                        | 86    |       |
| 24. April | Judson Michael Procyk                       | US-amerikanischer Geistlicher, Erzbischof von Pittsburgh                                             | 70    |       |
| 24. April | Leon Sullivan                               | US-amerikanischer Baptistenpastor und Bürgerrechtler                                                 | 78    |       |
| 24. April | Paul Thieme                                 | deutscher Indologe                                                                                   | 96    |       |
| 25. April | Michele Alboreto                            | italienischer Automobilrennfahrer                                                                    | 44    |       |
| 25. April | Kow Nkensen Arkaah                          | ghanaischer Politiker und Vizepräsident des Landes                                                   | 73    |       |
| 25. April | Gisbert Große-Brauckmann                    | deutscher Biologe und Hochschulprofessor                                                             | 74    |       |
| 25. April | Bruno Kralowetz                             | österreichischer Erfinder                                                                            | 90    |       |
| 25. April | Irmgard von Meibom                          | deutsche Physiotherapeutin, Vorsitzende des Deutschen Frauenrates                                    | 84    |       |
| 25. April | Günter Wilmovius                            | deutscher Fußballspieler                                                                             | 71    |       |
| 26. April | Blaise Clerc                                | Schweizer Politiker (LPS)                                                                            | 89    |       |
| 26. April | Walter Heinemeyer                           | deutscher Historiker und Archivar                                                                    | 88    |       |
| 26. April | Ruth Hellberg                               | deutsche Schauspielerin und Synchronsprecherin                                                       | 94    |       |
| 26. April | R. D. Mathur                                | indischer Kameramann und Regisseur                                                                   |       |       |
| 26. April | Gerd Preusche                               | deutscher Schauspieler                                                                               | 60    |       |
| 26. April | Sverre Walter Rostoft                       | norwegischer Politiker (Høyre), Minister und Wirtschaftsmanager                                      | 88    |       |
| 26. April | Hans Dietrich Schumann                      | deutscher Chirurg und Urologe; Hochschullehrer in Rostock                                            | 89    |       |
| 26. April | Rudolf Seitz                                | deutscher Kunstpädagoge                                                                              | 66    |       |
| 27. April | Paul Eising                                 | deutscher Ministerialdirigent                                                                        | 88    |       |
| 27. April | Meyer Friedman                              | US-amerikanischer Mediziner                                                                          | 90    |       |
| 27. April | Ernie Graham                                | britischer Gitarrist und Sänger                                                                      | 54    |       |
| 27. April | Horst Joos                                  | deutscher Fußballschiedsrichter                                                                      | 66    |       |
| 27. April | Piero Regnoli                               | italienischer Drehbuchautor, Filmregisseur und Filmproduzent                                         | 71    |       |
| 27. April | Richard Scammon                             | US-amerikanischer Politikwissenschaftler und Wahlforscher                                            | 85    |       |
| 27. April | Roman Silberstein                           | deutscher Schauspieler und Intendant                                                                 | 68    |       |
| 27. April | Erich Trunz                                 | deutscher Literarhistoriker                                                                          | 95    |       |
| 28. April | Herbert Albers                              | deutscher Frauenarzt                                                                                 | 92    |       |
| 28. April | Ken Hughes                                  | britischer Filmregisseur und Drehbuchautor                                                           | 79    |       |
| 28. April | Marie Jahoda                                | österreichische Soziologin                                                                           | 94    |       |
| 28. April | Evelyn Künneke                              | deutsche Sängerin, Tänzerin und Schauspielerin                                                       | 79    |       |
| 28. April | Sergei Anatoljewitsch Morosow               | sowjetischer Radrennfahrer                                                                           | 49    |       |
| 28. April | Guy Texereau                                | französischer Leichtathlet                                                                           | 65    |       |
| 28. April | Otto Völzing                                | deutscher Geologe und Archäologe                                                                     | 90    |       |
| 29. April | Gerd Alpermann                              | deutscher evangelischer Theologe und Genealoge                                                       | 95    |       |
| 29. April | Hartwig Bartz                               | deutscher Jazzschlagzeuger                                                                           | 65    |       |
| 29. April | Barend Biesheuvel                           | niederländischer Politiker (ARP), Ministerpräsident, MdEP                                            | 81    |       |
| 29. April | Walter Hannemann                            | US-amerikanischer Filmeditor                                                                         | 88    |       |
| 29. April | Fritz Hartnagel                             | deutscher Berufsoffizier und Jurist, Verlobter von Sophie Scholl                                     | 84    |       |
| 29. April | Walter Janssen                              | deutscher Prähistoriker                                                                              | 64    |       |
| 29. April | Andy Phillip                                | US-amerikanischer Basketballspieler                                                                  | 79    |       |
| 29. April | Giselher Schaar                             | deutscher Radio- und Fernsehjournalist sowie Autor                                                   | 66    |       |
| 29. April | Laurel Watson                               | US-amerikanische Blues- und Jazzsängerin                                                             | 89    |       |
| 30. April | Cäcilia Fischer                             | österreichische römisch-katholische Benediktinerin, Äbtissin der Abtei St. Gabriel                   | 86    |       |
| 30. April | Nana von Hugo                               | deutsche Designerin und Architektin                                                                  | 65    |       |
| 30. April | Ilo von Jankó                               | deutscher Schauspieler und Regisseur ungarischer Abstammung                                          | 80    |       |
| 30. April | Andreas Kupfer                              | deutscher Fußballspieler                                                                             | 86    |       |
| 30. April | Willi Martini                               | deutscher Kraftfahrzeugmeister, Konstrukteur, Rennfahrer und Kaufmann                                | 76    |       |
| 30. April | Brian Morris, Baron Morris of Castle Morris | britischer Akademiker und Dichter                                                                    | 70    |       |
| 30. April | Werner E. Mosse                             | britischer Historiker deutscher Herkunft                                                             | 83    |       |
| April     | Hilda Cameron                               | kanadische Leichtathletin                                                                            | 88    |       |
| April     | Margot Göttlinger                           | deutsche Schauspielerin, Mitbegründerin des Deutschen Staatstheaters Temeswar                        | 80    |       |